# Res publica
Res publica  (також пишеться як rēs pūblica для позначення довжини голосного ) — це латинська фраза, що у загальній перекладі означає «публічна справа». Це корінь слова «республіка», а слово «співдружність» традиційно використовувалося як його синонім; однак переклади значно відрізняються залежно від контексту. 'Res' — латинський іменник у називному відмінку однини, який позначає суттєву або конкретну річ — на відміну від 'spes', що означає щось нереальне або ефемерне, а 'publica' — це атрибутивний прикметник, що означає «громадськість, люди або пов’язане із ними». Тому дослівний переклад: «публічна річ, справа» або «громадська справа».

## У Стародавньому Римі

### Громадська власність
Res publica зазвичай є чимось спільним для багатьох людей. Наприклад, парк або сад у місті Рим може бути або «приватною власністю» (res privata), або управлятися громадою, і в цьому випадку він буде частиною res publica.

### Держава чи співдружність
Взяття разом усього, що становить суспільний інтерес, призводить до конотації, що 'res publica' загалом дорівнює «державі». Для римлян держава дорівнювала Римській імперії та всім її інтересам, тому Res Publica також може стосуватися Римської імперії в цілому, незалежно від того, чи керувалася вона як республіка чи під імператорським правлінням. У цьому контексті науковці  пропонують співдружність як більш точний і нейтральний переклад латинського терміна, оскільки він не передбачає ані республіканського правління, ані імперського правління, а скоріше стосується держави в цілому. Однак переклад res publica як «республіка», коли воно чітко стосується Римської імперії під імператорським правлінням, іноді трапляється (див. цитування нижче).

### Римська республіка
Римські автори використовували фразу res publica в контексті епохи, коли Рим був республікою: в епоху між Римським царством і Римською імперією. Отже, у цьому випадку res publica явно стосується не Римської Імперії, а того, що зазвичай називають Римською республікою.

### Громадські справи або установи
Res publica також може використовуватися в загальному значенні, посилаючись на «суспільні справи» та/або загальну систему управління державою. У цьому вживанні res publica перекладає грецьке поняття політія (яке спочатку означало державну організацію міста-держави). Крім того, для римського політика, який бере участь у res publica, переклад часто може бути ще більш загальним «бути зайнятим політикою».

### Інше використання
Навіть якщо обмежитися його «політичними» конотаціями, значення терміна res publica у Стародавньому Римі різноманітні та багатошарові та відрізняються від грецького politeia багатьма способами (тобто: від кількох переплетених значень, які мало слово politeia). Однак це також звичайний латинський переклад politeia ; сучасна назва платонівської Республіки походить від цього вживання.
У деяких контекстах значення «системи державної організації» res publica випливає з чогось на зразок «конституції», хоча «конституція», власне кажучи, є набагато більш сучасним поняттям. Стародавні римляни використовували вираз «Дванадцять таблиць» замість res publica, коли згадували свою конституцію за часів «республіки», і «незмінні закони, встановлені божественним Августом», як еквівалент конституції епохи ранньої імперії.
Після розпаду Римської імперії на Заході ідея res publica зникла, як чужа для варварів періоду переселення народів : щоразу, коли Григорій Турський посилається на res publica, він говорить про Східну імперію.

### Цитування
Переклади наведених нижче цитат скопійовано без змін із існуючого матеріалу, не захищеного авторським правом. Інші переклади можуть відрізнятися, але всі вони служать для ілюстрації багатьох аспектів концепції res publica в Стародавньому Римі. Латинські оригінальні тексти подано одночасно з перекладами, щоб показати, що лише контекст тексту дозволяє інтерпретувати концепцію res publica в кожному випадку.
З цих прикладів також випливає, що, ймовірно, відбулося також поступове зміщення значення концепції res publica протягом римської епохи : конотація «(Римської) республіки» res publica — це те, що швидше виникає в ретроспективі до закритого періоду (тому менш очевидний за часів Цицерона, який ніколи не знав ери імператорів і міг порівнювати лише з епохою царів); з іншого боку, переклад грецького поняття «politeia», здається, майже повністю стервся в пізній античності.

#### Цицерон
De re publica Цицерона (це перекладається як «про res publica»), трактат 1-го століття до нашої ери у форматі сократівського діалогу, розглядає res publica як предмет. Різні тлумачення та переклади назви цього твору обговорюються в статті « De re publica ». Вираз res publica також використовується кілька разів у творі. Наведені нижче цитати мають на меті продемонструвати, що в будь-якому перекладі праці Цицерона необхідно використовувати різні англійські переклади терміна res publica відповідно до контексту, щоб мати сенс. Цитати взято з латинського тексту в «The Latin Library» (нумерація розділів йде за цим текстом), з перекладу CD Yonge на gutenberg.org (2-й стовпець) і з перекладу Френсіса Бархема в «The Online Library of Liberty» (3-й стовпець). ).
Коли Цицерон посилається на грецьких авторів (вказуючи на поняття «politeia»):
| (ch. 16) dein Tubero: 'nescio Africane cur ita memoriae proditum sit, Socratem omnem istam disputationem reiecisse, et tantum de vita et de moribus solitum esse quaerere. quem enim auctorem de illo locupletiorem Platone laudare possumus? cuius in libris multis locis ita loquitur Socrates, ut etiam cum de moribus de virtutibus denique de re publica disputet, numeros tamen et geometriam et harmoniam studeat Pythagorae more coniungere.' | Але тоді, мій Африкане, — відповів Туберо, — яка заслуга традиції, яка стверджує, що Сократ відкинув усі ці фізичні дослідження й усю свою увагу зосередив на людях і манерах? Бо на якого авторитета ми можемо посилатися щодо нього, ніж на Платона? у багатьох уривках із чиїх творів Сократ говорить таким чином, що навіть коли він обговорює мораль, чесноти, і навіть громадські справи та політику, він намагається переплести, за манерою Піфагора, доктрини арифметики, геометрії та гармоніки. пропорції з ними. | «Але, мій Африкане, (відповів Туберон), яка заслуга цієї традиції, яка стверджує, що Сократ відкидав усі ці фізичні дослідження і всю свою увагу зосередив на людях і манерах? У цьому відношенні, на який авторитет ми можемо посилатися краще, ніж на Платона? І в багатьох уривках своїх творів Сократ говорить зовсім по-іншому, і навіть у своїх дискусіях про мораль, чесноти та політику він намагається переплести, на зразок Піфагора, доктрини арифметики, геометрії та гармоніки. пропорції». |

Якщо вказати на римський контекст:
| (ch. 9) Iam illa, perfugia quae sumunt sibi ad excusationem quo facilius otio perfruantur, certe minime sunt audienda, cum ita dicunt accedere ad rem publicam plerumque homines nulla re bona dignos, cum quibus comparari sordidum, confligere autem multitudine praesertim incitata miserum et periculosum sit. quam ob rem neque sapientis esse accipere habenas cum insanos atque indomitos impetus volgi cohibere non possit, neque liberi cum inpuris atque inmanibus adversariis decertantem vel contumeliarum verbera subire, vel expectare sapienti non ferendas iniurias: proinde quasi bonis et fortibus et magno animo praeditis ulla sit ad rem publicam adeundi causa iustior, quam ne pareant inprobis, neve ab isdem lacerari rem publicam patiantur, cum ipsi auxilium ferre si cupiant non queant. | Отже, ті вибачення, в яких люди шукають притулку як виправдання для того, щоб з більшою правдоподібністю присвятити себе звичайній бездіяльності, безумовно, не заслуговують на те, щоб до них прислухалися; коли, наприклад, вони кажуть нам, що ті, хто втручається в державні справи, загалом нікчемні люди, порівнювати з якими погано, а боротися жалюгідно й небезпечно, особливо коли натовп перебуває у збудженому стані. У зв’язку з чим мудрій людині не властиво брати кермо, оскільки вона не може стримувати божевільні та неконтрольовані рухи простих людей. Не личить людині вільного походження, кажуть вони, таким чином боротися з такими мерзенними й невитонченими антагоністами, або піддавати себе нарузі, або ставити себе на шляху травм, яких не слід завдавати. несе мудра людина. Так, наче для доброчесної, сміливої та великодушної людини може бути справедливіша причина шукати уряду, ніж це — уникнути підпорядкування нікчемним людям і запобігти розірванню Річ Посполитої на шматки ними; коли, навіть якби вони тоді бажали врятувати її, у них не було б сили. | Отже, ці вибачення, які мають на меті дати нам легке виправдання для життя в егоїстичній бездіяльності, безумовно, не варті того, щоб їх слухати. Вони кажуть нам, що втручатися в державні справи та народні демагоги, нездатні ні до чого доброго, з якими ганебно спілкуватися; і боротися з пристрастями безглуздих натовпів є найжалюгіднішим і небезпечним життям. Тому жодна мудра людина не візьме кермо, оскільки він не може стримати божевільних і неконтрольованих рухів нижчих верств. Це також не поводитися як джентльмен (кажуть вони), щоб таким чином боротися з антагоністами, такими немитими та такими нерафінованими (impuris atque immanibus adversariis) або піддавати себе нарузі, з якої наймудріший завжди матиме найбільше. Як для доброчесних, сміливих і великодушних людей, для пошуку уряду може бути більш справедлива причина, ніж ця, щоб ми не підкорялися негідникам і не дозволяли їм відволікати громадськість, щоб ми не дізналися про це надто пізно, коли ми хочемо її врятувати, що ми без сили. |

Переклад показує, що значення res publica може відрізнятися навіть у межах одного абзацу . . .

#### Пліній Старший
Коли Пліній присвячує свою Naturalis Historiae своєму другові імператору Веспасіану в першому столітті, він використовує слово res publica (латиною з веб- сайту LacusCurtius / 1601 рік, переклад Філемона Голланда з http://penelope.uchicago.edu/holland/index.html / 1855 Переклад Джона Бостока з сайту Perseus):
| (I) triumphalis et censorius tu sexiesque consul ac tribuniciae potestatis particeps et, quod his nobilius fecisti, dum illud patri pariter et equestri ordini praestas, praefectus praetorii eius omniaque haec rei publicae es: nobis quidem qualis in castrensi contubernio, nec quicquam in te mutavit fortunae amplitudo, nisi ut prodesse tantundem posses et velles. | Бо хоч ти тріумфував разом із ним за свої благородні перемоги, був у свій час цензором і шість разів консулом, 7 разів виконував священну владу трибунів, покровителів і захисників римських громад разом із ним; хоча я кажу, що інакше ти своїм благородним серцем шануєш і милуєш двір імператора, твого батька, а також увесь стан лицарів і джентльменів Риму, поки ти був капітаном гвардії, і великим магістром його дому та королівства. палац (у яких місцях усі, ви несли себе відповідно до добра Речі Посполитої), але для всіх ваших друзів, а особливо для мене, ви носили ті самі кольори, і жили разом в одному павільйоні. | Ти, що мав честь тріумфу та цензури, шість разів був консулом і брав участь у трибунаті; і, що ще більш почесно, поки ти тримав їх у поєднанні зі своїм Батьком, ти очолював Орден кіннотників і був префектом преторіанців: усе це ти зробив для служіння Республіки та, в той же час ставилися до мене як до однополчанина і одногрупника. |

Під час правління імператора, тобто Веспасіана або його попередників, Пліній не говорив про Римську республіку, а використовував «співдружність»/«республіку» у значенні «держава». Двозначність того, що Рим усе ще формально чи просто «проформа» вважав себе республікою протягом епохи принципату, коли монархічне правління вже було де-факто встановлено, додає складності перекладу «res publica» у цьому контексті.

#### Тацит
Як інший приклад складності значення слова res publica можна навести Тацита, який на початку II століття описав у своїх «Анналах», як перші імператори, подібно до Тіберія в рік смерті Августа (14 р. н. е.), прагнули зберегти усі установи Res publica повністю недоторкані (латиниця та переклад, доступний у проекті Perseus):
| (I.7) Nam Tiberius cuncta per consules incipiebat, tamquam vetere re publica et ambiguus imperandi: ne edictum quidem, quo patres in curiam vocabat, nisi tribuniciae potestatis praescriptione posuit sub Augusto acceptae. | Бо Тіберій урочисто відкриває все разом із консулами, ніби стародавня конституція залишилася, і він вагався, чи бути імператором. Навіть прокламацію, якою він скликав сенаторів до їх палати, він видав лише з титулом трибуна, який він отримав за Августа. |

... у той час як Тацит скаржився в тій самій письмі, що в той же час res publica назавжди збилася з шляху, тому що жодна душа, здавалося, більше не дбала:
| (I.3-4) quotus quisque reliquus qui rem publicam vidisset? Igitur verso civitatis statu nihil usquam prisci et integri moris: omnes exuta aequalitate iussa principis aspectare... | Як мало залишилося тих, хто бачив республіку! Таким чином держава була революціонізована, і від старої здорової моралі не залишилося жодного сліду. Смуга рівності, всі дивилися на веління государя... |

Найменше, що можна сказати, це те, що дві цитати вище (як і багато інших уривків у творах Тацита) є мінним полем перекладача:
- У першій цитаті вище Тацит кваліфікує res publica, яку він має на увазі, як «vetus» («стара» res publica), що означає, що він знає іншу, не «давню», «re(s)publica(a)», тоді як Тацит щільний стиль написання зазвичай уникає надмірностей. Тим не менш, у другій цитаті, яка фактично передує першій у тексті Анналів, «res publica» не має такого кваліфікатора, тоді як у контексті зрозуміло, що він мав на увазі втрачену на той час республіканську форму правління.
- «imperandi», літ. "наказувати" перекладається як "бути імператором" - тоді як зазвичай вказувалося поняття " імператор " (яке насправді ще не існувало буквально в той час, який описує тут Тацит, і тому не могло бути приписане Тиберію як намір ) як « принцепс » Тацита.
- «tribunicia potestas» перекладається як «титул трибуна », тоді як «tribunicia potestas» більше стосується використання влади трибуна, не будучи насправді трибуном, і було винаходом Цезаря Августа (порівняйте переклади Голланда та Бостока для те саме поняття в цитаті Плінія вище: «священна влада трибунів» і «трибунат» відповідно).

Тим не менш, у Тацита можна лише захоплюватися тим, як він, за допомогою деяких ретельно підібраних слів, найбільш зворушливо і по суті описує перехід від «(запізнілих) залишків республіки» до «фактичного імператорського правління, яке вже встановилося в умах людей».
У своїй книзі Germania Тацит також використовує res publica в контексті германського «варварського» суспільства. Тут це слово використовується для передачі загального значення «суспільної справи» або «співдружності» (на відміну від приватного чи сімейного життя) без римських конотацій республіканізму. Це проілюстровано в наступному тексті ( латинський текст і англійський переклад проекту Персей):
| (Ch. 13) Nihil autem neque publicae neque privatae rei nisi armati agunt. Sed arma sumere non ante cuiquam moris quam civitas suffecturum probaverit. Tum in ipso concilio vel principum aliquis vel pater vel propinqui scuto frameaque iuvenem ornant: haec apud illos toga, hic primus iuventae honos; ante hoc domus pars videntur, mox rei publicae. | Без зброї вони не займаються державними чи приватними справами. Проте не прийнято носити зброю, поки держава не визнає його право використовувати її. Потім у присутності ради один із вождів, або батько юнака, або хтось із родичів озброює його щитом і списом. Ця зброя — це те, що в нас «тога», перша честь, якою наділяється молодість. До цього часу він розглядається як член сім'ї, потім як член спільноти. |

#### Августин
Аврелій Августин з Гіппона кілька разів використовує слово res publica у своїй праці «Місто Боже», в якій на початку 5 століття він коментує кількох грецьких і римських авторів. Знову ж таки, стандартні переклади виразу «res publica» є численними в усьому творі. Приклади взято з латинського тексту в "The Latin Library", англійський переклад з версії, доступної в "New Advent"
Що означає «(Римська) держава» загалом:
| (III,1) Verum ne nimis longum faciam, tacebo aliarum usquequaque gentium mala grauissima: quod ad Romam pertinet Romanumque imperium tantum loquar, id est ad ipsam proprie ciuitatem et quaecumque illi terrarum uel societate coniunctae uel condicione subiectae sunt, quae sint perpessae ante aduentum Christi, cum iam ad eius quasi corpus rei publicae pertinerent. | Але щоб я не був марним, я мовчу про важкі лиха, яких зазнали будь-які інші нації, і буду говорити лише про те, що сталося з Римом і Римською імперією, під якою я маю на увазі власне так званий Рим, і ті, землі, які ще до приходу Христа через союз або завоювання стали, так би мовити, членами тіла держави. |

Зауважте, що в цій цитаті Августин не використовує вираз imperium Romanum («Римська імперія») як синонім до «епохи, коли Римом керували імператори». Порівняйте також із 2-ю цитатою Тацита вище: там вираз, відмінний від res publica та imperium Romanum, використовується для позначення «(римської) держави» загалом.
Маючи на увазі «Римську республіку» як епоху з окремою формою державного устрою, з тієї ж книги:
| (III,7) Adhuc autem meliorum partium ciuilium Sulla dux fuit, adhuc armis rem publicam recuperare moliebatur; horum bonorum initiorum nondum malos euentus habuit. | Тепер, до цього часу, справа Силли була більш гідною з двох; адже досі він використовував зброю, щоб відновити республіку, і досі його добрі наміри не зустріли жодних поразок. |

## Кальки
Пізніші кальки Res publica :
- Співдружність ( англійська – 2-е значення, як зазначено вище)
- вибрав publique ( франц.)
- cosa publica ( італ.)
- Річ Посполита ( польська )
- Сівітас
- Громадський